# Icht

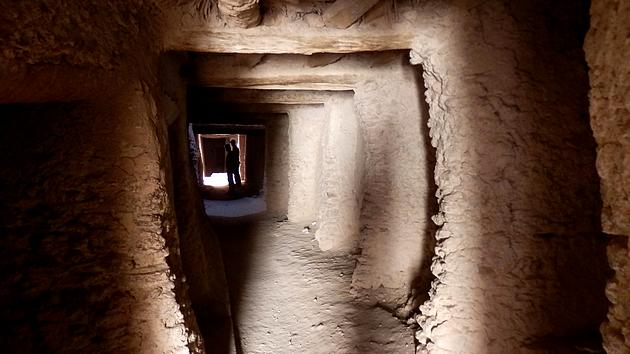
Bedeckte Gasse im Ksar von Icht

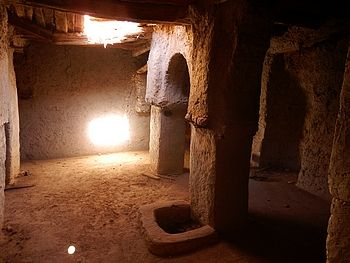
Moschee im Ksar von Icht

Icht (arabisch اشت, Taschelhit ⵉⵛⵜ) ist eine aus einem alten Ksar und einem neuen Ortsteil bestehende Oasensiedlung mit etwa 1000 Einwohnern im Westen der Provinz Tata in der Region Souss-Massa; der Ort gehört zum Bezirk (pachalik) von Fam El Hisn.

## Lage und Klima
Icht liegt nördlich des maximal ca. 910 m hohen Gebirgszugs des Jbel-Bani-Gebirges und etwa 20 km nördlich des meist ausgetrockneten Oued Draa in einer Höhe von etwa 515 m am Rand einer Palmenoase. Die den Ort berührende N 12 (neu: RN 17) führt nach Westen in Richtung Guelmim (ca. 140 km Fahrtstrecke) bzw. nach Nordosten in Richtung Tata (ca. 145 km); die deutlich kleinere R 102 und die davon abgehende R 107 führen nach Norden in das Gebiet um Tafraoute im westlichen Antiatlas-Gebirge. Das Klima ist wüstenartig; Regen (ca. 135 mm/Jahr) fällt – wenn überhaupt – nur in den Wintermonaten.

## Bevölkerung
Die Bevölkerung des Ortes besteht nahezu ausschließlich aus Angehörigen verschiedener Berberstämme der Umgebung. Viele Familien jedoch sind – wegen ausbleibender Regenfälle, aber auch aus soziokulturellen Gründen (Hoffnung auf Arbeit, Verbesserung der materiellen Lebensbedingungen und der Gesundheitsvorsorge, bessere Möglichkeiten zur schulischen Ausbildung der Kinder etc.) – verstärkt seit den 1970er Jahren in die größeren Städte des Nordens abgewandert. Andere Familien sind geblieben, doch arbeiten die Männer meist in den Städten des Nordens.

## Wirtschaft
Die Bewohner leben meist als selbstversorgende Bauern und Schafzüchter in einer äußerst kargen, wüstenartigen Umwelt, aus der nur das Grün der Dattelpalmen heraussticht. Mittlerweile kann man auch Lebensmittel auf dem Markt oder in kleinen Geschäften kaufen, doch fehlt vielen Menschen das Geld dazu.

## Sehenswürdigkeiten
- Ein Spaziergang in der an einem meist wasserlosen Fluss gelegenen Oase ist – v. a. im Frühjahr – empfehlenswert.
- Viele Lehmhäuser des alten Ksar sind unbewohnt und verfallen; einige sind noch bewohnt und in gutem Zustand, ein Führer hat manchmal den Schlüssel.
- Im Ksar gibt es eine Moschee, aber – wie in den Dörfern Südmarokkos früher üblich – kein Minarett.
- Die Häuser des neuen Ortsteils sind aus Hohlblocksteinen gemauert und haben Betondecken.
- Die neue Moschee hat ein Minarett.

Umgebung
- Die Auberge Borj Biramane ist ein beliebter Stop und Treffpunkt im Süden Marokkos.
- Auch die ca. 20 km nordwestlich gelegene Oase Tamanart lohnt einen Besuch.
- In der Umgebung von Icht finden sich zahlreiche Stellen mit Petroglyphen.